# Kim Min-ji
Kim Min-ji (11 de abril de 1992) es una actriz surcoreana.

## Carrera
Desde 2013 a 2016, fue conocida como Seo Min-ji. Más tarde usó su nombre de nacimiento nuevamente.
Fue presentadora de Music Bank a partir de diciembre de 2010 hasta octubre de 2011.

## Filmografía

### Serie de televisión
- Here He Comes (MBC, 2008) - Kim Min-ji
- Empress Cheonchu (KBS2, 2009) - Lady Kim
- Boys Over Flowers (KBS2, 2009) - Jang Yu-mi
- Again, My Love (KBS2, 2009) - Hye-jeong
- A Man Called God (MBC, 2010) - Hye-jeong
- Drama Special - The Scary One, The Ghost and I (KBS2, 2010) - fantasma
- Golden Cross (KBS2, 2014) - Kang Ha-yoon
- Midnight's Girl (MBC every1, 2015) - Min Se-ra
- Persevere, Goo Hae Ra (Mnet, 2015) - Scarlet (Grace Hwang)
- The Ace (SBS, 2015) - Park Soo-min
- Woman with a Suitcase (MBC, 2016) - Seo Ji-ah
- Manhole (KBS2, 2017)

### Cine
- The Boy from Ipanema (2010) - girl
- Finding Mr. Destiny (2010) - Chae-ri

### Presentadora
| Año         | Programa   | Notas            |
| ----------- | ---------- | ---------------- |
| 2010 - 2011 | Music Bank | junto a Hyun Woo |

### Videos musicales
- Roy Kim & Kim Sun-jae - "Lose to You" (2017)[6]
- Hong Dae-kwang & Kei - "I Want to Love" (2017)[7]
- Car, the Garden - "Kiss" (2017)[8]
- Gugudan - "Perhaps Love" (2017)[9][10]
- Clazziquai - "Wizard of Oz" (2009)
- Epik High - "1분 1초" (2008)
- Zia - "터질 것 같아" (2009)